# Spatuloricaria
Spatuloricaria – rodzaj słodkowodnych ryb sumokształtnych z rodziny zbrojnikowatych (Loricariidae). Spotykane w hodowlach akwariowych.

## Zasięg występowania
Północna i środkowa część Ameryki Południowej (Wenezuela, Kolumbia, Peru, Brazylia, Boliwia i Argentyna) oraz Panama.

## Klasyfikacja
Gatunki zaliczane do tego rodzaju:
- Spatuloricaria atratoensis
- Spatuloricaria caquetae
- Spatuloricaria curvispina
- Spatuloricaria euacanthagenys
- Spatuloricaria evansii
- Spatuloricaria fimbriata
- Spatuloricaria gymnogaster
- Spatuloricaria lagoichthys
- Spatuloricaria nudiventris
- Spatuloricaria phelpsi
- Spatuloricaria puganensis
- Spatuloricaria tuira

Gatunkiem typowym jest Spatuloricaria phelpsi.